# Ластра
Ластра (на италиански: Lastra – плоскост) е музикален перкусионен инструмент от групата на металните идиофони.

## Устройство
Ластрата се състои от метален лист (най-често от бронз или мед), който има два отвора в единия си край. Те се пробиват в зоната, където вибрациите са най-малко, и през тях е прокаран памучен шнур, което дава възможност на инструмента да вибрира свободно, без да бъде притиснат или опрян в нещо.
Както повечето инструменти от този тип (там-там и гонг), ластрата е закачена на П-образна алуминиева поставка с колелца в основата ѝ, което позволява лесното преместване на инструмента.

## Техника на звукоизвличане
Звукоизвличането става посредством удари с палки в центъра, в средата на дължината и в периферията на инструмента.
- Звукът в центъра е интонационно неопределен, къс, остър и напомня на гръмотевица.
- Звукът в средата на дължината е подобен, но по-продължителен и разливащ се.
- Звукът в периферията на инструмента (особено в по-тихи динамики) е подобен на този на чинелите.

Друг начин на звукоизвличане е посредством триене с лък (най-често от контрабас) по края на инструмента. Резултатът е продължителен свистящ звук.
В по-редки случаи, когато композиторите търсят звънлив метален звук, се изискват удари или триене с палка за триангел.

## Палки
Използват се основно палки за гонг или голям барабан с къса дебела дървена дръжка и накрайник във формата на топка, за който се използва най-мекият вид филц. Употребяват се също и лък или палки за маримба и триангел.

## Приложение
Ластрата се използва, за да имитира звука на гръмотевица и за звукови ефекти в симфонични оркестри, опери, оперети и театри, както и във филмовата музика.
В съвременната симфонична оркестрова музика ластрата се използва заедно с инструменти като чинели, кротали, гонгове и Там-Тами. Често се среща употребата на комплект от 2-4 ластри с различна големина.
Композиторът Карлхайнц Щокхаузен ѝ отдава голямо значение в своите произведения.

## Названия на инструмента
Други названия на инструмента са:
Lastra di metallo/италиански/
La tole bour imiter Tonnerre/френски/
Donnermaschine, Donnerblech/немски/
Thunder Sheet/английски/
Ластря, Громмашина/руски/
Във каталога на фирмата за чинели Paiste присъства под названието Sound Plates.